# Le Temple perdu de l'oncle Ernest
Le Temple perdu de l’oncle Ernest est un jeu vidéo d’aventure et de réflexion conçu par Éric Viennot et développé par Lexis Numérique. Sorti en 2003, c’est le quatrième opus des Aventures de l’oncle Ernest.

## Synopsis
Quels secrets peut donc contenir ce vieil album retrouvé au fond de la forêt amazonienne ? Pour le savoir, il va falloir partir sur les traces de l'oncle Ernest aux quatre coins du Pérou pour une expédition pleine de surprises : énigmes curieuses, malédictions incas, scorpions et piranhas seront du voyage...
Heureusement, vous pourrez compter sur Chipikan, votre compagnon, dont le destin est désormais entre vos mains.